# 191 Kolga
För andra betydelser, se Kolga.
191 Kolga eller 1949 YP är en asteroid i asteroidbältet, upptäckt 30 september 1878 av astronomen Christian Heinrich Friedrich Peters i Clinton, New York, USA. Asteroiden har fått sitt namn efter Ägirs dotter inom nordisk mytologi.